# 할랄

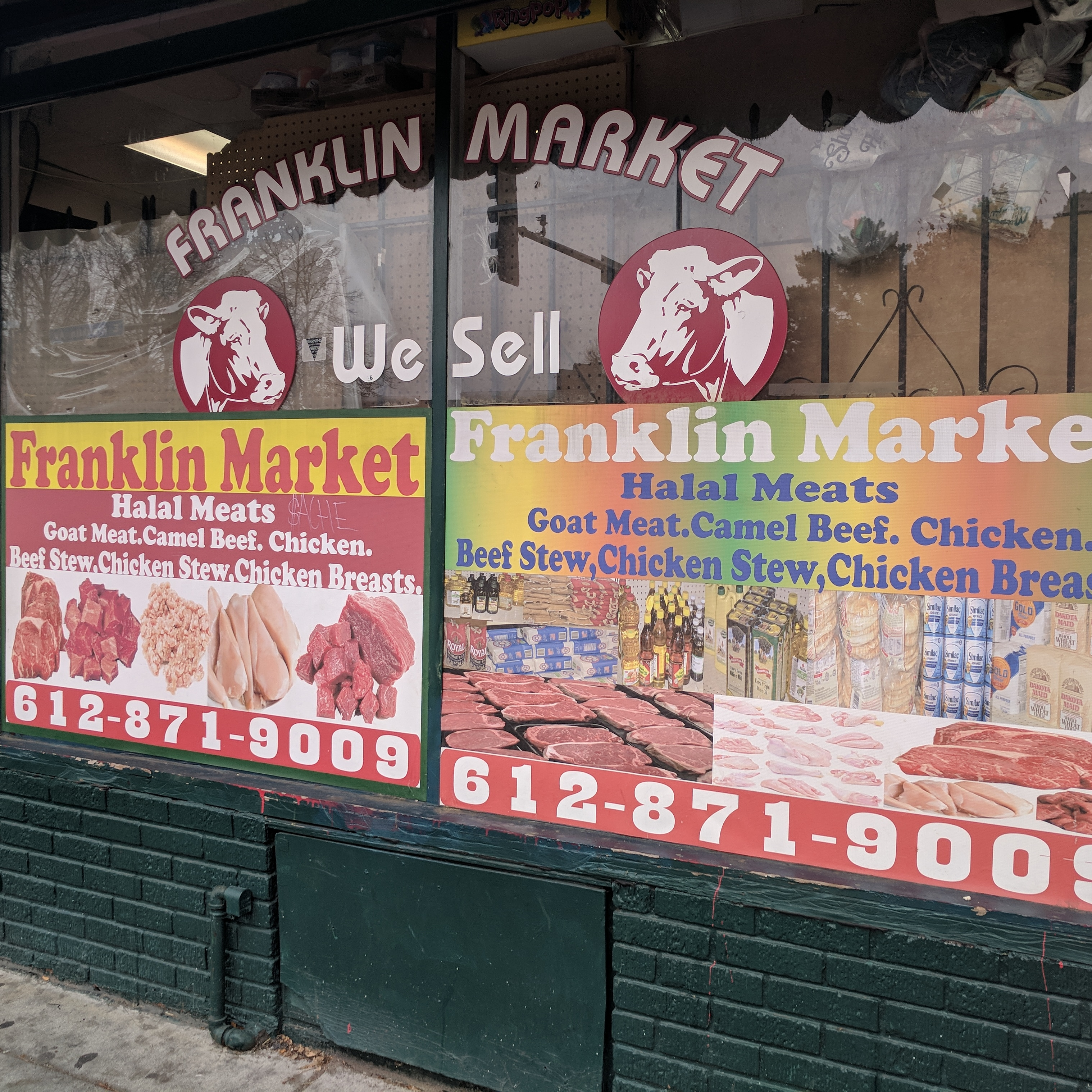

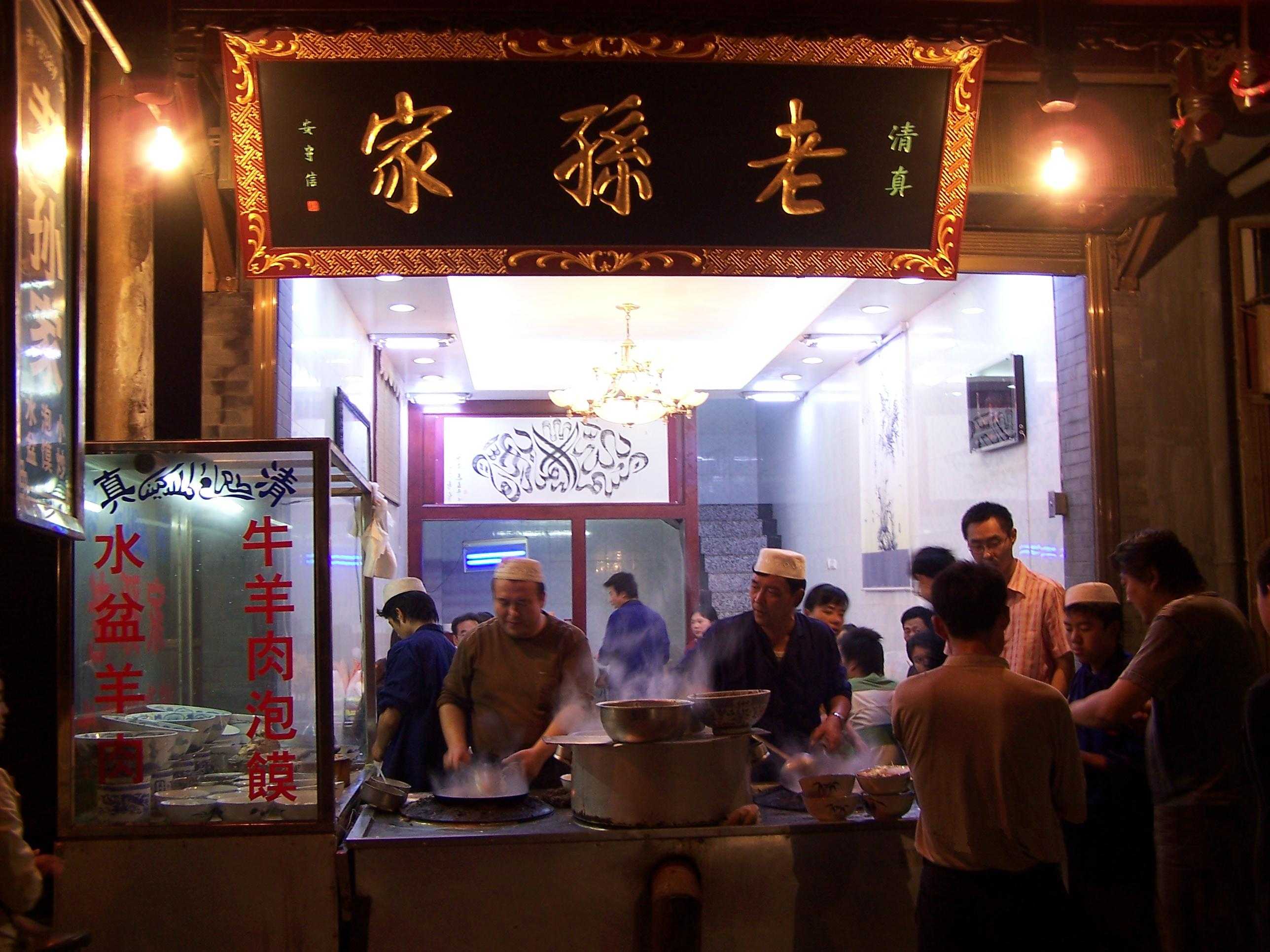
중국, 시안시에 할랄이나 "청진" (淸眞) 양고기 음식점

할랄 혹은 하랄(아랍어: حلال 하랄[*])은 샤리아에 허락된 항목을 뜻하는 말로, 주로 이슬람법상 먹을 수 있는 것을 말한다. 반대로 금지되어 있는 것은 하람("금지된"이라는 뜻)이라고 하고 이는 하렘과 같은 어원을 갖는다. 원래 할랄(halal)은 샤리아에 따라 사용이 허용되는 것을 의미하며 음식뿐만 아니라 의약품과 화장품 등 생활 전반에 걸쳐 사용되는 모든 것이 해당된다. 그 중에서도 이슬람 율법이 허락한, 무슬림)이 먹을 수 있는 음식을 할랄 식품이라 하여 별도로 규정하고 있다.
이슬람법에서는 돼지고기와 동물의 피, 부적절하게 도축된 동물, 알콜성 음료와 취하게 하는 모든 음식, 육식 동물과 맹금류, 그리고 앞에서 언급된 품목이 함유된 모든 가공 식품이 금지되어 있으며 '부적절하게 도축된 동물'이 금지된다는 말은 허용된 동물이라도 다비하라는 이슬람 도축 방식에 의해 도축한 것만 먹을 수 있다는 뜻이다.
꾸란에서, 할랄은 하람과 대조된다. "인간 행위의 다섯 규칙" (파르두/와지브 - 의무, 무스타합브/만두브 - 권고 사항, 무바흐 - 용인됨, 마크루흐 - 거리낄 것, 하람 - 금지됨.)이라는 더 복잡한 부류의 간략화된 설명이 할랄과 하람이다. 이슬람 법학자들은 할랄이라는 용어가 상술한 범주 중 몇 개를 포함하는지에 대해서는 의견을 일치시키지 못했다. 최근 들어 대중을 동원하려는 이슬람 운동과 대중을 위해 글을 쓰는 작가들은 할랄과 하람의 단순한 구분을 강조해왔다.
할랄이라는 용어는 특히 이슬람 식이법, 특히 이런한 요구사항에 따라 가공되고 조리된 육류와 관련이 있다.

## 쿠란에서
할랄과 하람이라는 단어는 쿠란에서 합법적이거나 불법이거나 금지된 범주를 지정하기 위해 사용되고 있는 일반적인 용어이다. 쿠란에서 어근 h-l-l은 합법성을 나타내며 순례자의 의식 상태를 벗어나 불경스러운 상태로 들어가는 것을 나타낸다. 이 두 가지 의미에서 어근 h-r-m이 전달하는 것과 반대의 의미를 갖는다. 문자 그대로 어근 h-l-l은 해체(예: 맹세를 어기는 것)나 알력(예: 신의 분노)을 가리킨다. 합법성은 보통 동사 아할라(أَحَلَّ ʾaḥalla[*])로 하나님을 언급하거나 암시하는 주제로 쿠란에 표시된다. (하람 식품은 인체에 해롭기 때문에 금지된다.)

## 음식
만일 아사할 위기에 놓인 무슬림이 할랄 음식을 찾을 수 없다면, 비할랄 음식을 먹는 것이 허용된다. 또한, 비할랄 음식을 먹지 않으면 죽을 수 있는 다른 경우에도 비할랄 음식을 먹는 것이 허용된다. 자신의 의지로 죽음을 택하는 것을 이슬람에서는 자살로 보기 때문이다.
여러 식품 회사가 할랄을 포함한 가공 식품 및 제품, 예를 들어 할랄 푸아그라, 스프링 롤, 치킨 너겟, 라비, 라자냐, 피자와 이유식을 제공한다. 할랄 이유식은 영국과 미국에서 무슬림을 위한 소비자 시장으로 성장하고 있으며 점점 더 많은 소매 업체에서 제공되고 있다. 알코올이 포함되지 않은 채식 요리는 할랄이다.
하람(비 할랄) 음식의 가장 일반적인 예는 돼지고기이다. 돼지고기는 무슬림이 절대적으로 섭취 할 수 없는 고기이며, 할랄 식단을 따로 제공하지 않는 경우 돼지고기를 피하기 위해 무슬림은 일반적으로 코셔 요리(유대교 교리에 맞는 음식)를 주문한다. (쿠란은 돼지고기를 금지하고 있다. Sura 2: 173 및 16: 115) 순결한 상태가 아닌 다른 음식도 하람으로 간주된다. 돼지고기가 아닌 품목의 기준에는 출처, 동물 사망 원인 및 처리 방법이 포함된다.
이슬람은 또한 화장품 및 의약품과 같은 비 식품 품목뿐만 아니라 모든 식품 (특히 가공 식품)이 할랄인지 확인해야 한다. 종종 이러한 제품에는 이슬람이 먹거나 사용이 허용되지 않는 동물 부산물 또는 기타 성분이 포함되어 있다. 할랄로 여겨지지 않는 이슬람교도들이 섭취하는 음식에는 피와 술과 같은 알코올성 음료가 포함된다. 할랄 음식을 구할 수 없는 경우에는 선택한 요리에 돼지 고기 재료가 포함되지 않도록 해야한다.
GMO 식품에 대한 의견은 엇갈리지만, 섭취를 금지하는 이슬람 법은 없다. 일부 성직자와 학자들은 그러한 식량 생산 방법이 인간의 건강에 기여하기 때문에 할랄이라고 주장하면서 지지를 표명했다. 반면, GMO에 반대하는 학자들은 하나님이 모든 것을 완벽하게 창조 하셨고 인간은 하나님이 창조하신 것을 조작 할 권리가 없기 때문에 식량 작물의 유전자 변형이 필요 없다고 주장한다. 일부 다른 사람들은 돼지의 유전자를 사용하여 생산된 GMO 식품의 소비에 우려를 보였다.

#### 인증
전 세계적으로 할랄 식품 인증은 할랄에 반대하는 로비 단체들과 소셜 미디어를 사용하는 개인에 의해 비판을 받았다. 할랄 식품에 인증을 부여하는 것은 특정한 종교적 신념을 옹호하는 것으로 보일 수 있다는 논리에 근거해서다.  호주 이슬람 협의회 연맹 대변인 Keysar Trad는 이를 반 이슬람 정서를 이용하려는 시도라고 말했다.

#### 비즈니스
두바이 상공회의소는 2013년 할랄 식품 소비자 구매의 세계 산업 가치를 세계 식음료 시장의 16.6%를 차지하는 1조1000억 달러로 추정했으며, 연간 성장률은 6.9%에 달했다.  성장 지역에는 인도네시아 (2012년에 197 만 달러의 시장 가치)와 터키 (1억 달러)가 있다.  유럽 연합에서 할랄 음식 시장은 약 15 %의 연간성장률을 보이는 것으로 추정된다.(가치 추정 30억 달러.)
할랄 식품 및 음료 산업은 슈퍼마켓과 레스토랑과 같은 기타 식품 사업에도 상당한 영향을 미쳤다. 프랑스 슈퍼마켓은 2011년에 할랄 식품 판매액이 2억 1천만 달러로 5년 전보다 10.5 % 증가했다. 프랑스에서는 할랄식품의 시장이 다른 종류의 보통식품의 시장보다 훨씬 더 크다. 예를 들어, 2010년 프랑스의 할랄 식품 및 음료 시장은 유기농 식품의 거의 두 배였다. 프랑스의 대형 슈퍼마켓 체인인 Auchan은 현재 80개의 인증 된 할랄 육류 제품과 함께 미리 조리 된 30 개의 할랄 식사 및 40개의 냉동 할랄 제품을 판매한다. 고급 레스토랑과 케이터링 서비스도 메뉴에 할랄 음식을 추가했다. 또한 에비앙을 비롯한 여러 음료 회사는 물과 기타 음료가 순수하고 하람이 아니거나 이슬람 법에 따라 금지되어 있음을 보여주기 위해 제품에 할랄 스탬프를 추가하기 위해 노력했다.

## 도살 방법
식품은 할랄 관행을 사용하는 공급 업체에서 제공해야한다. '다비하' (Dhabīḥah, ذبيحة)는 이슬람 율법에 따라 물고기와 다른 바다 생물을 제외한 모든 육류원에 대해 규정된 도살방법이다. 이 동물을 도살하는 방법은 잘 깎은 칼을 사용하여 목 앞쪽, 경동맥, 기관지, 경정맥 등을 자르는 빠르고 깊은 절개를 하는 것으로 구성된다.  할랄법에 따르면, 도살되는 동물의 머리는 예배 방향(키블라, 카아바 신전의 방향)에 놓여야 한다. 방향 외에는 허용된 동물 종을 '비스밀라'(신의 이름으로)라 외치며 도살해야 한다.
도살은 이슬람이나 전통적으로 책의 사람(People of the Book:유대인, 기독교인, 사비아인)으로 알려진 종교 신자들에 의해 수행될 수 있다. 혈액은 정맥에서 배출되어야 한다. 썩은 고기 (야생에서 죽은 동물과 같은 죽은 동물의 시체)는 먹을 수 없다. 추가적으로, 목이 졸라 죽거나, 구타(죽음)당하거나, 쓰러져 죽거나, 피를 흘리거나(죽음), 맹수에게 죽임당하거나(인간에 의해 완성되지 않은 경우), 돌 제단에 바쳐진 동물은 먹을 수 없다.
동물은 목을 자르기 전에 기절 할 수 있다. 2011년 UK Food Standards Agency에 따르면 할랄 고기로 도축 된 소 84 %, 양 81 %, 닭 88 %가 죽기 전에 기절했다고 한다. 할랄 제품을 판매하는 슈퍼마켓에서도 모든 동물이 도살되기 전에 기절한다고 보고한다. 예를 들어, 테스코는 "판매 하는 할랄 고기와 다른 고기의 유일한 차이점 은 죽었을 때 축복 받았다는 것"이라고 말한다.  사전 기절없이 도축으로 고통받는 동물에 대한 우려로 인해 덴마크, 룩셈부르크, 벨기에, 네덜란드, 노르웨이, 스웨덴 및 스위스에서 기절하지 않은 동물의 도살이 금지되었다. 일반적으로 이슬람에서 동물을 죽이는 것은 두 가지 주된 이유,  먹는 것과 광견병과 같은 위험을 제거하기 위해서만 허용된다.

#### 책의 사람들이 도살한 동물들
기독교인이나 유대인에 의해 도살 된 동물은 경정맥 조각으로 도살되는 경우에만 할랄이며, 도살의 목적은 소비가 허용된다는 것이 도축 전에 언급되며, 도살은 신의 이름에 따라 수행된다.(감사함을 나타냄, 신의 축복) 고기는 돼지 고기처럼 명시적으로 금지되지 않는다. 하나님의 이름을 부르는 요구는 필수이다. (즉, ṭaʻām이라는 단어는 dhabīḥah 고기를 의미한다.) 즉, 동물을 도살 한 후 목을 자르고 (경정맥, 경동맥 및 기관) 도축하는 동안 하나님의 이름을 불러 온다. (Ibn ʻAbbās, Mujāhid, ʻIkrimah all 인용 : Ṭabarī, Ibn Kathīr)
이슬람은 코셔 고기를 먹을 수 있다. 이는 도축 방법 및 유대인 관찰 코셔 고기와 유사한 원리 둘 사이의 유사도이다.

## 생활양식과 관광
할랄의 형태에는 여행, 금융, 의류, 미디어, 레크리에이션, 화장품, 할랄 음식 및 다이어트 가 포함될 수 있다.

## 영국 상점의 할랄
2012년 8월 현재 27개의 영국 테스코 슈퍼마켓과 대부분의 도시 Asda 및 많은 Morrisons 슈퍼마켓에 무슬림이 소비하도록 승인 된 고기를 판매하는 할랄 고기 카운터가 있다.  2017년 9월에 발표 된 Food Standards Agency Animal Welfare Update 보고서에 따르면 할랄 방법으로 도축 된 동물의 16 %가 도축 전에 기절하지 않았으며 이는 동물 복지에 대한 RSPCA 기준 을 위반하는 것이다. 그러나 영국에서는 유대교도와 이슬람교도에게 부여된 법의 면제 때문에 합법적이다.

## 같이 보기
- 카슈루트